# Jack Bobridge
Jack Bobridge (nascido em 13 de julho de 1989) é um ciclista profissional australiano, atual membro da equipe australiana de categoria UCI Continental, Budget Forklifts.
Combina o ciclismo de pista com a estrada. Em pista, destaca-se uma medalha de prata nos Jogos Olímpicos de Londres 2012, cinco campeonatos mundiais, dois deles na categoria júnior, bem como inúmeros campeonatos nacionais em diversas especialidades.